# Alfred Gisel
Alfred Gisel (* 5. Juni 1911 in Wien; † 29. Februar 2012 ebenda) war ein österreichischer Politiker (SPÖ), Mediziner und emeritierter Universitätsprofessor. Er war von 1971 bis 1973 Mitglied des Bundesrates und von 1973 bis 1975 Abgeordneter zum Nationalrat.

## Leben
Gisel besuchte von 1917 bis 1922 die Volksschule und absolvierte danach zwischen 1922 und 1930 ein humanistisches Gymnasium. Nach der Matura studierte er von 1930 bis 1937 an der Universität Wien Medizin und promovierte 1937 zum Dr. med. univ. Seine berufliche Karriere begann Gisel als Assistent, danach wurde er Oberassistent und schließlich Facharzt für theoretische Medizin. Nach seiner Dozentur 1951 wurde er Lehrbeauftragter für Anatomie und anatomisches Zeichnen an der Akademie der bildenden Künste Wien, zudem arbeitete er als Chefarzt des Österreichischen Roten Kreuzes und lehrte ab 1972 als außerordentlicher Universitätsprofessor für Angewandte Anatomie an der Universität Wien. 1973 stieg er schließlich zum ordentlichen Universitätsprofessor auf.
Seine politische Karriere begann Gisel 1959 als Mitglied des Gemeinderates und Abgeordneter zum Wiener Landtag. Gisel hatte dieses Amt bis 1971 inne und war zudem von 1969 bis 1971 Vorsitzender des Wiener Gemeinderats. Danach vertrat er die SPÖ vom 22. Oktober 1971 bis zum 23. November 1973 im Bundesrat und wechselte danach vom 26. November 1973 bis zum 4. November 1975 in den Nationalrat. Innerparteilich engagierte er sich als stellvertretender Vorsitzender der SPÖ Wien-Alsergrund, zudem war er Obmann der Vereinigung Sozialistischer Hochschullehrer im BSA und Zweiter Präsident des Landessanitätsrates für Wien.
Gisel wurde am Friedhof Mauer in Wien bestattet.